# Pemetrexed
A pemetrexed (Alimta) egy folsav antagonista citosztatikum. Terápia rezisztens savósburok-daganat(en) (mezotelióma) és lokálisan előrehaladott vagy metasztatizáló nem kissejtes tüdőcarcinoma kezelésére (a szövettanilag döntően laphámsejtes carcinoma kivételével) van törzskönyvezve. 2010-ben ez az egyetlen azbeszt okozta mezotelióma elleni szer.

## Forrás
- Gyógyszerészi kémia. Szerkesztette: Fülöp Ferenc, Noszál Béla, Szász György, Takácsné Novák Krisztina. Budapest: Semmelweis Kiadó. 2010.   794–795. o. ISBN 978 963 9879 56 0

## Külső hivatkozások
Az Alimta az Európai Gyógyszerértékelő Hatóság oldalán